# Agence de promotion économique du Canada atlantique
Pour les articles homonymes, voir APECA.
L'Agence de promotion économique du Canada atlantique (APECA) est une agence canadienne fédérale fondée en 1987 dont le but est de dynamiser l'économie des Provinces atlantiques. L'agence réalise son but en travaillant avec les gens de la région, dans leurs communautés, avec leurs institutions et entreprises et avec leurs gouvernements locaux et provinciaux pour créer des emplois et pour améliorer leurs salaires moyens. 
Le ministre responsable était, pendant l'ancien gouvernement Harper, l'honorable Bernard Valcourt, nommé par le premier ministre le 18 mai 2011.  Depuis 2015, Navdeep Bains, député de Mississauga—Malton, occupe le poste.
Le siège se trouve à Moncton et des bureaux régionaux sont situés à Fredericton, Charlottetown, Halifax et Saint-Jean de Terre-Neuve, plus un bureau de liaison à Ottawa.
L'APECA est également responsable d'une petite société d'état, la Société d'expansion du Cap-Breton dont la mission est la même, mais cantonnée au Cap-Breton et à une partie de la Nouvelle-Écosse.